# Via Salvatoris (Wielenbach)

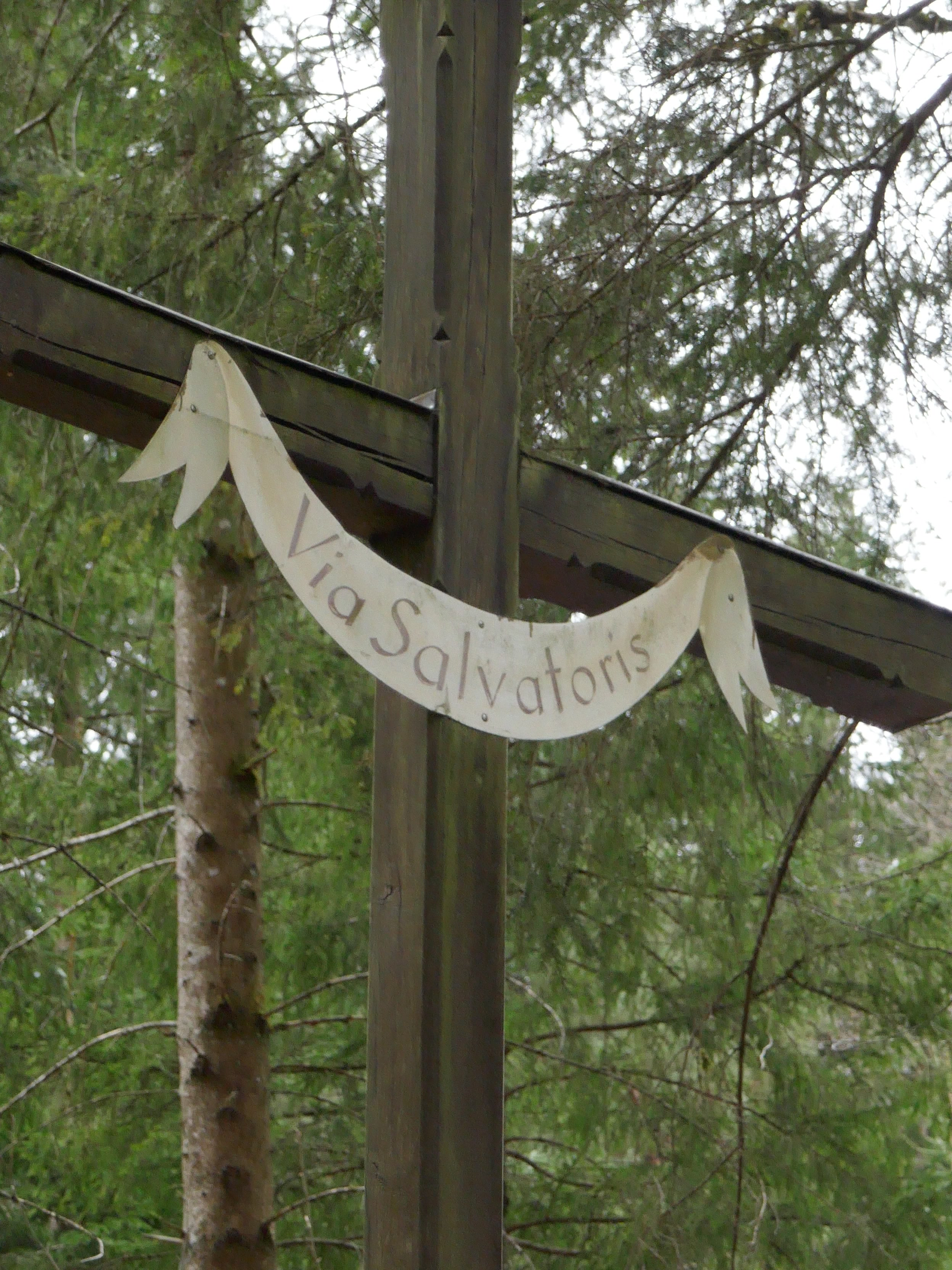
Via Salvatoris

Via Salvatoris (Latijn Lijdensweg van de verlosser) is een kruisweg bij de Hardtkapelle in de gemeente Wielenbach in de Duitse deelstaat Beieren.

## Beschrijving
De kruisweg bevindt zich diep in het bos, het zogenaamde Hardt, bij de Hardtkapelle in de gemeente Wielenbach. Ze werd tegelijkertijd met de bouw van het pelgrimskerkje in het jaar 1865 nieuw aangelegd. De kruisweg voert, komend vanuit het dorp Bauerbach, door het bos naar de kapel. Vroeger viel het gebied onder het dorp Haunshofen. Overleverd is dat er op de plaats van de Hardtkapelle, waarin zich een zwerfsteen bevindt, al omstreeks 1250 een kapel heeft gestaan. Ook moet er hier vanaf 1793, na een veepest, al een kruisweg zijn geweest.
Om de kapel en de kruisweg doen meerdere legenden de ronde. De veertien kruiswegkapelletjes, waarin zich gekleurde keramiekreliëfs bevinden, bestaan met sokkel uit het in de omgeving voorkomende kalktuf. Ze staan, samen met de Hardtkapelle, onder monumentenzorg.

## Afbeeldingen

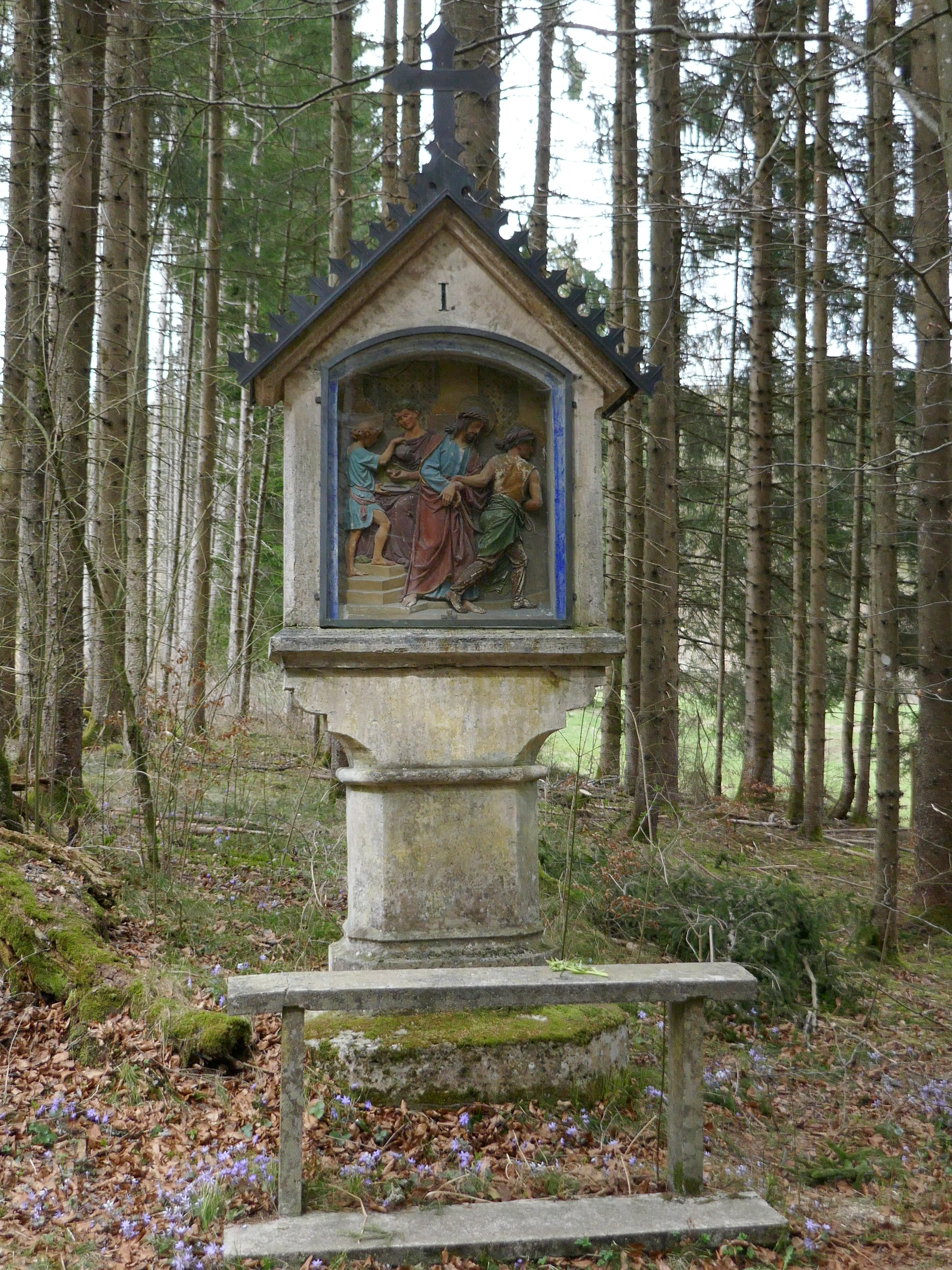
Statie I
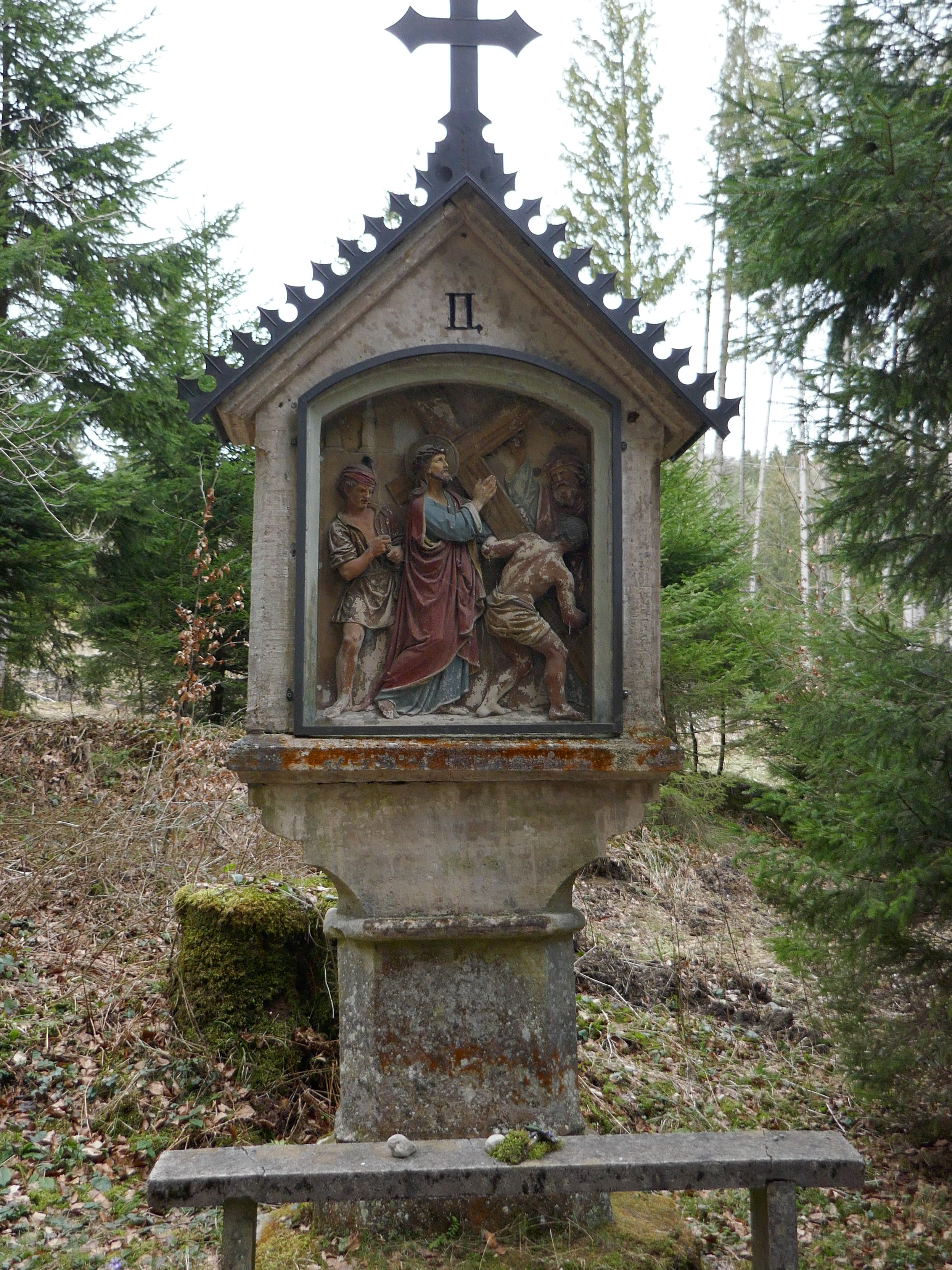
Statie II
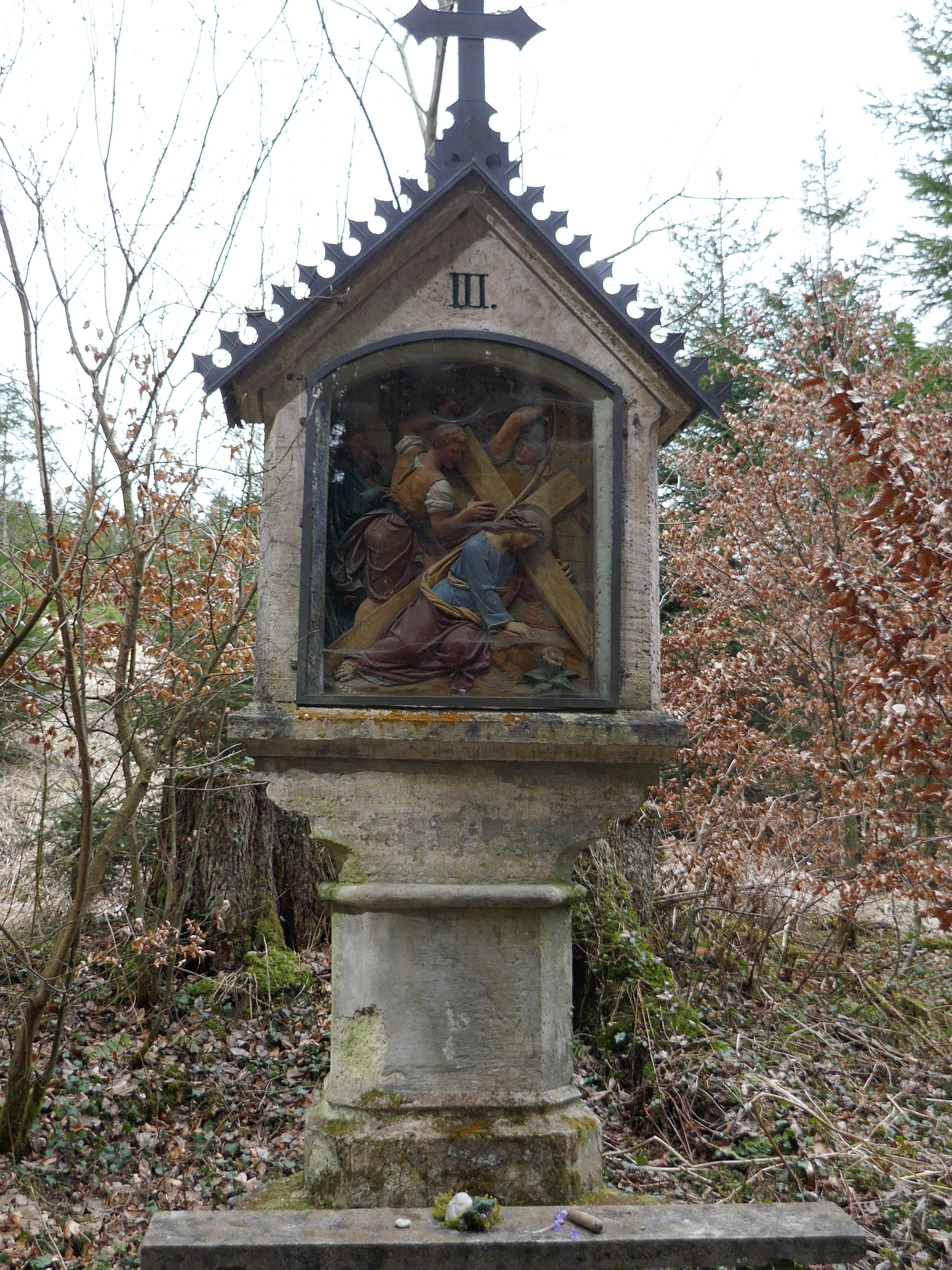
Statie III
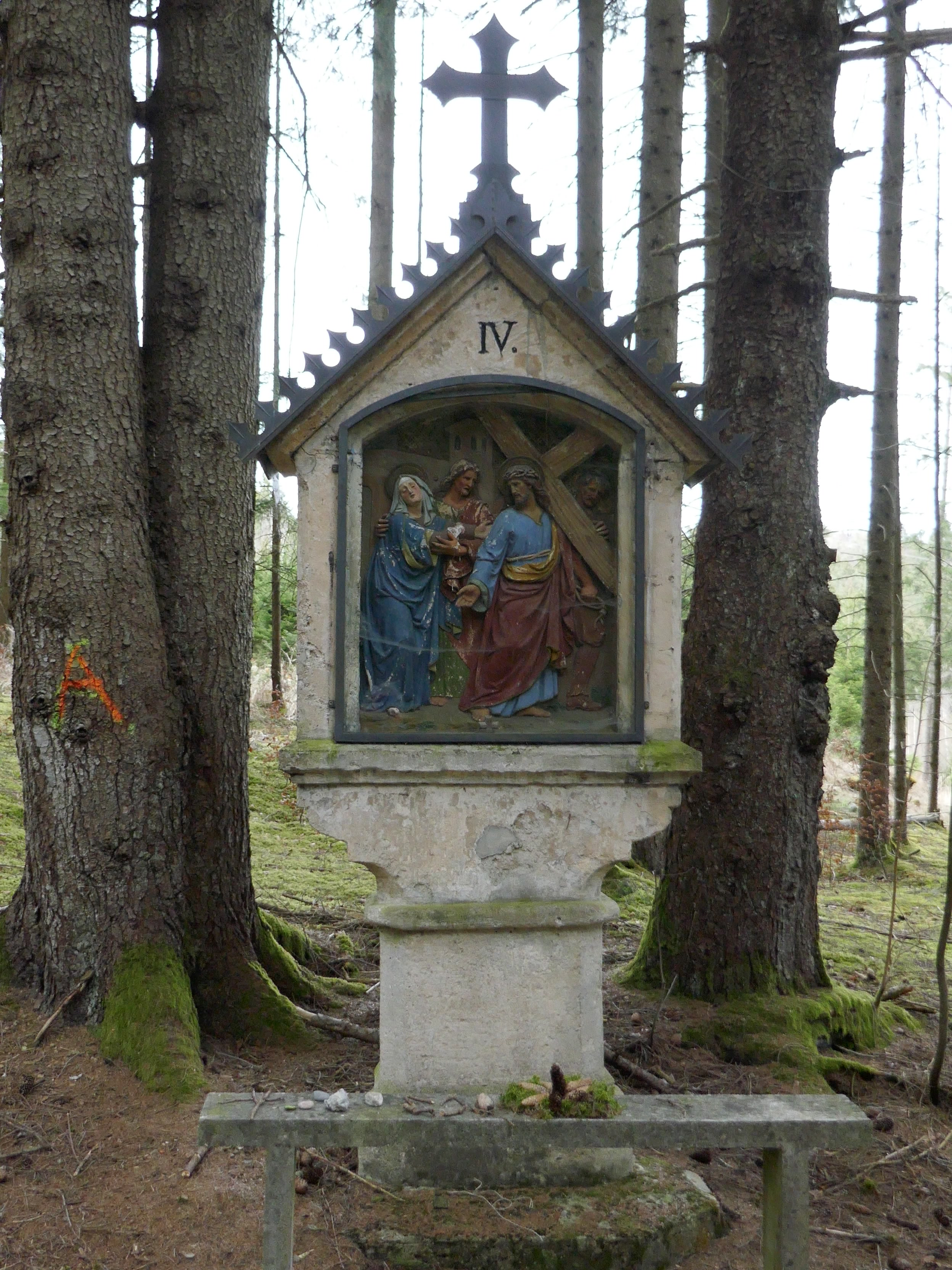
Statie IV
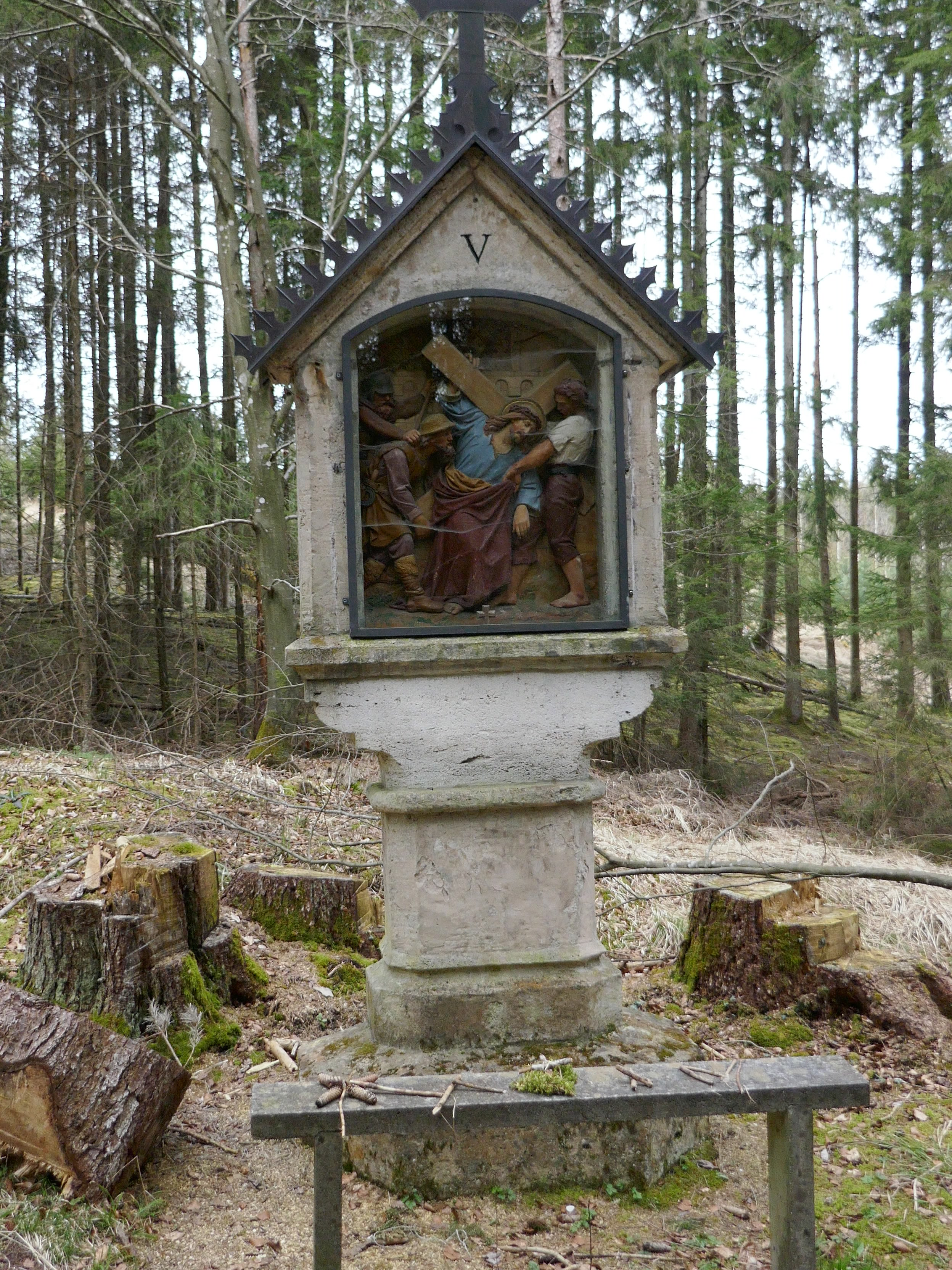
Statie V
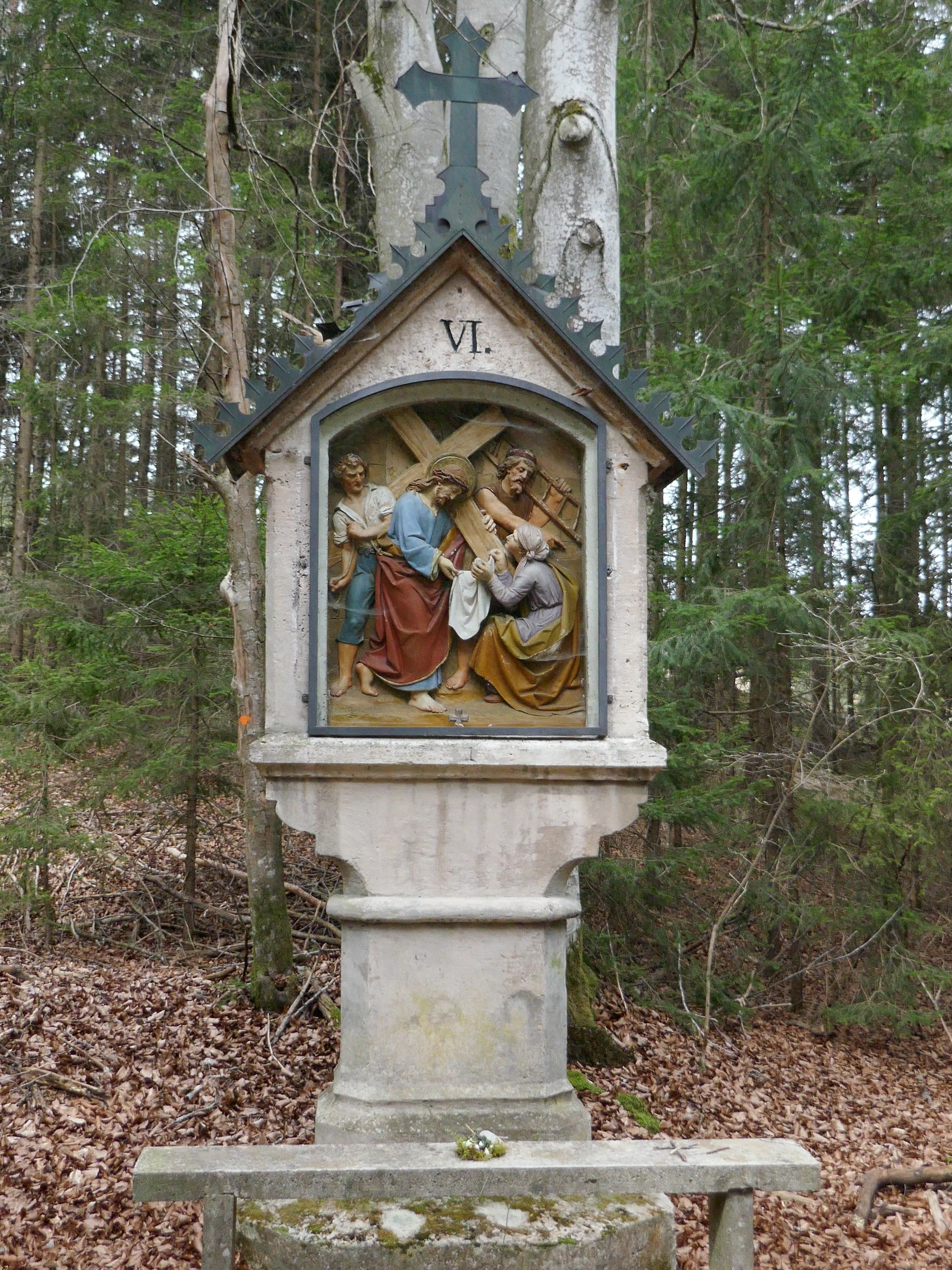
Statie VI
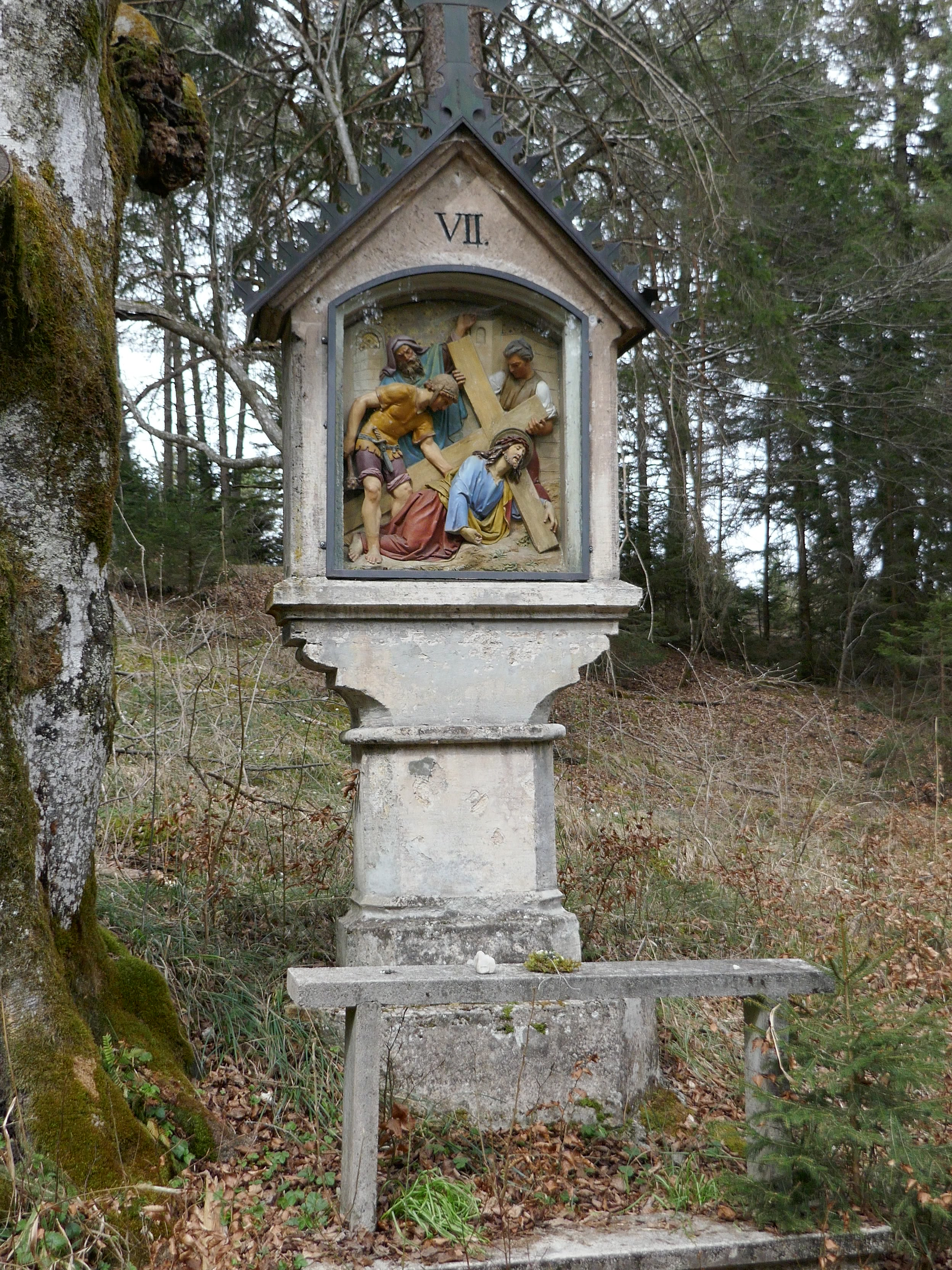
Statie VII
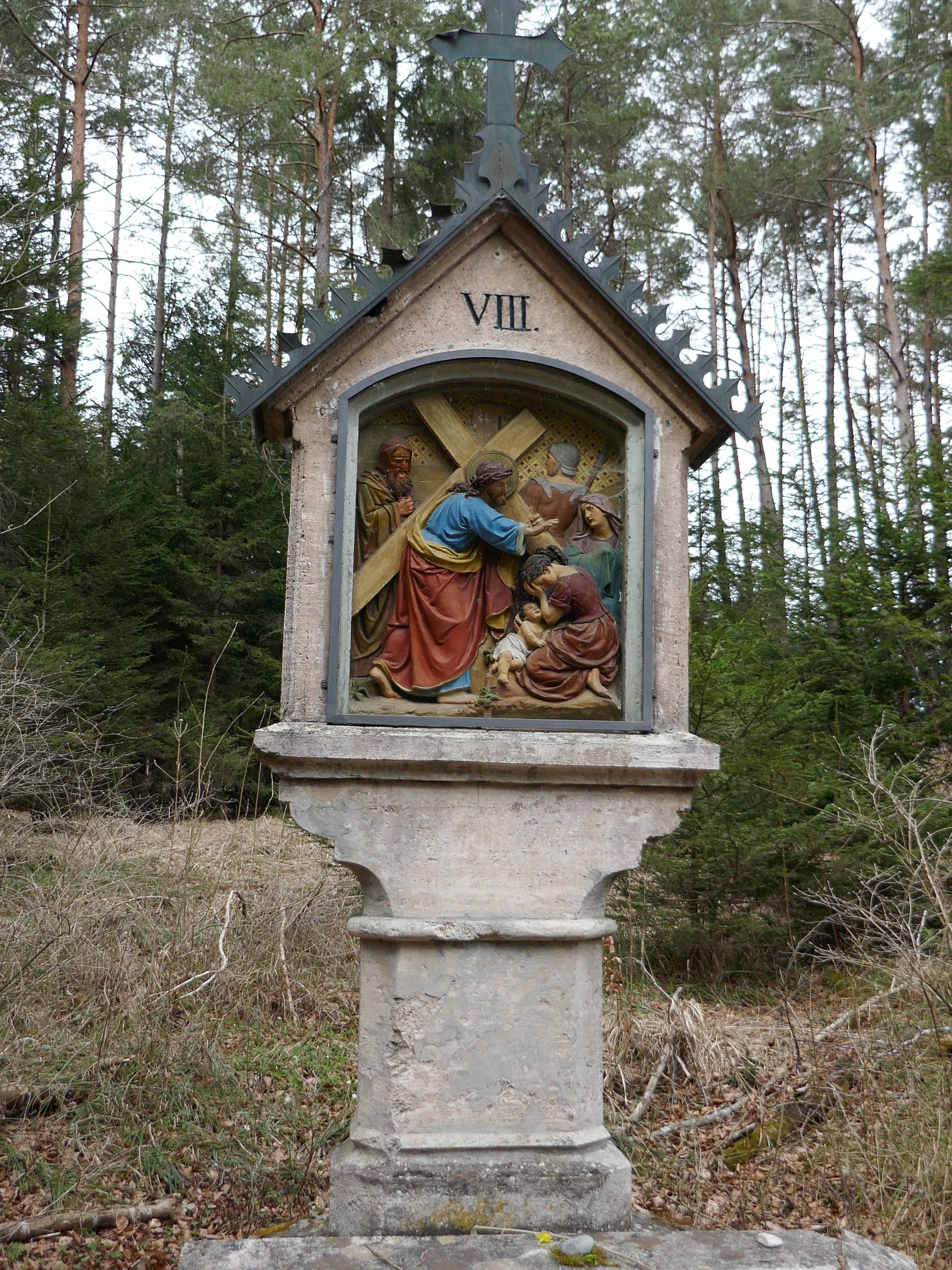
Statie VIII
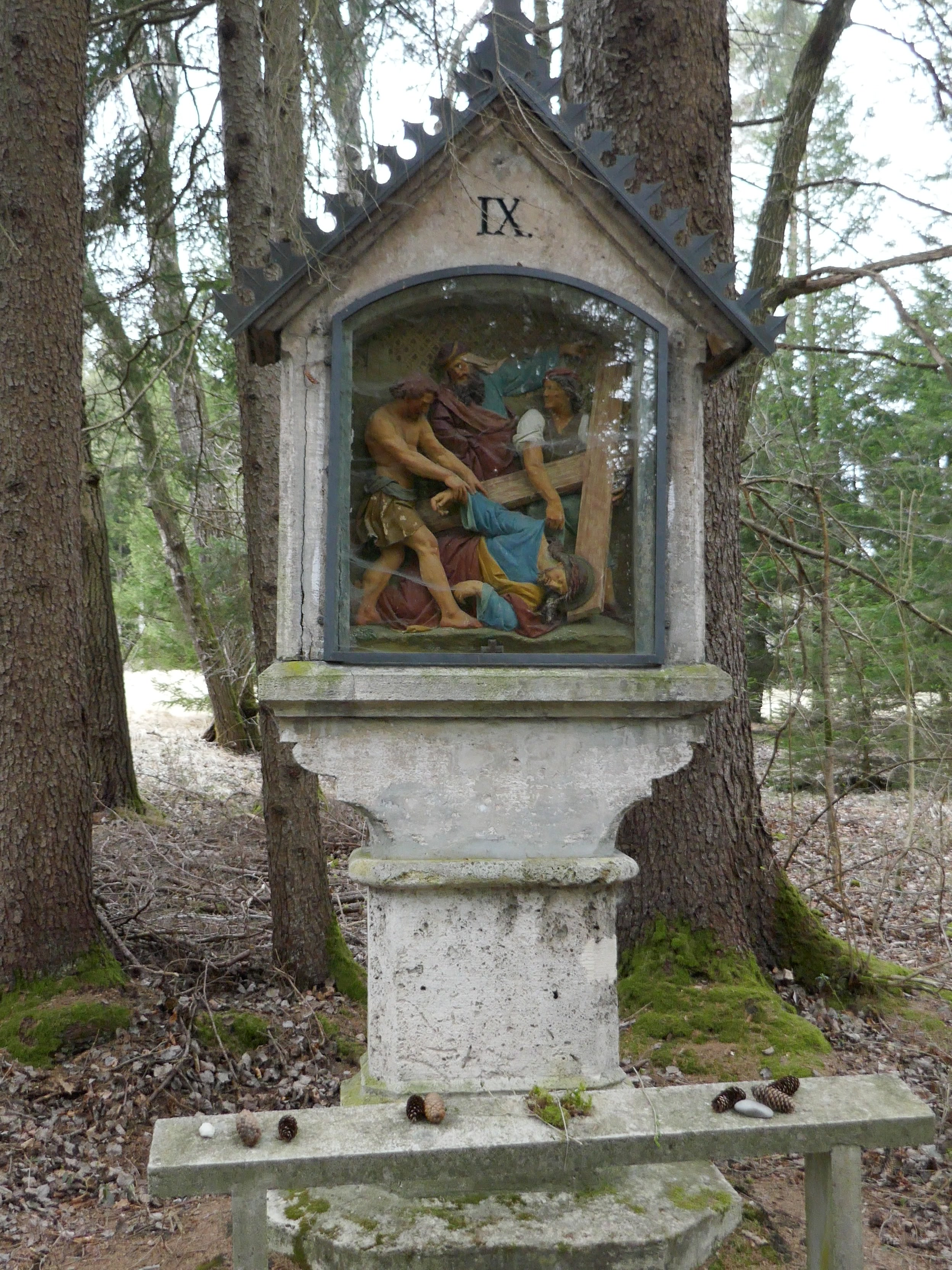
Statie IX
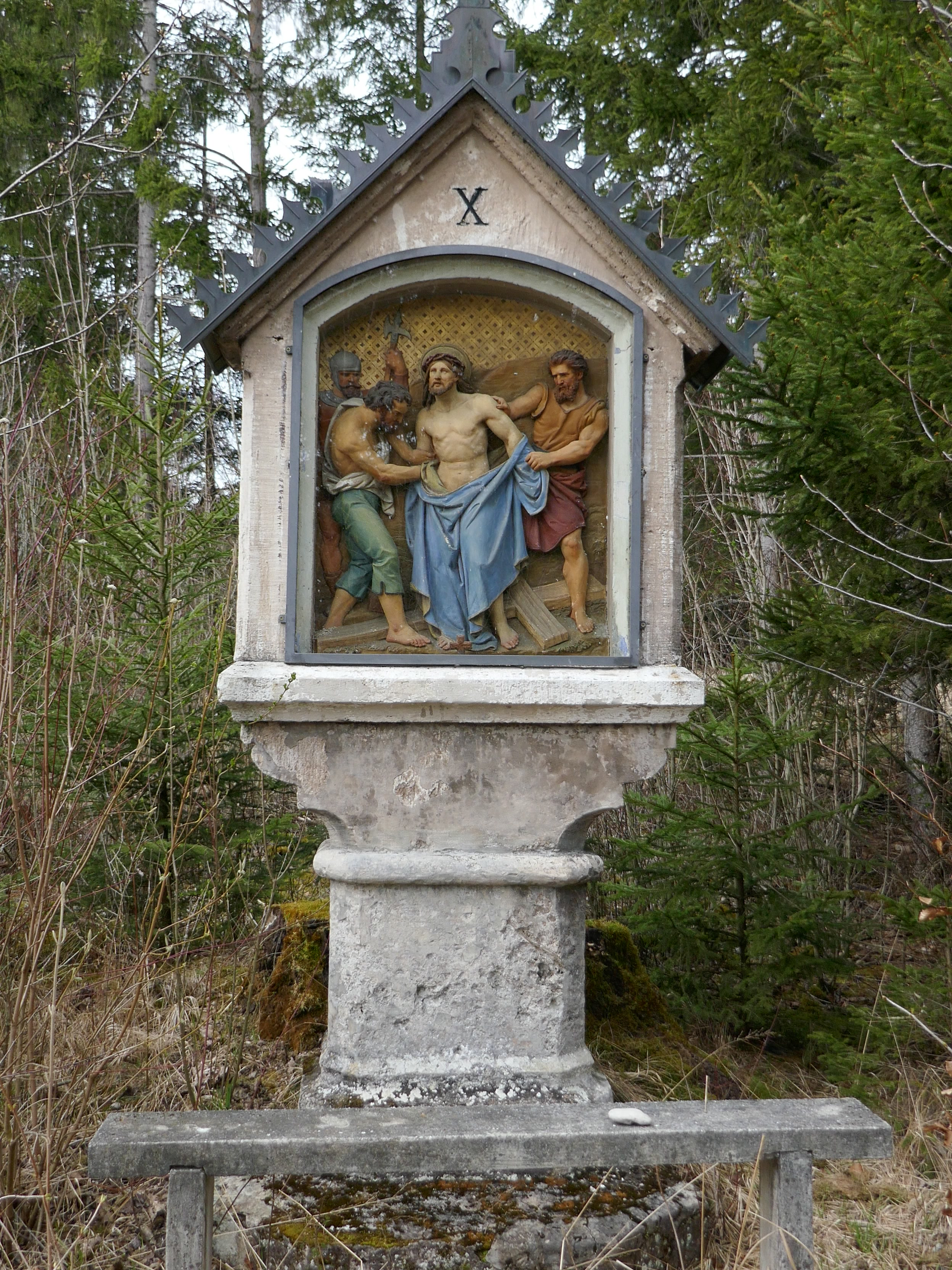
Statie X
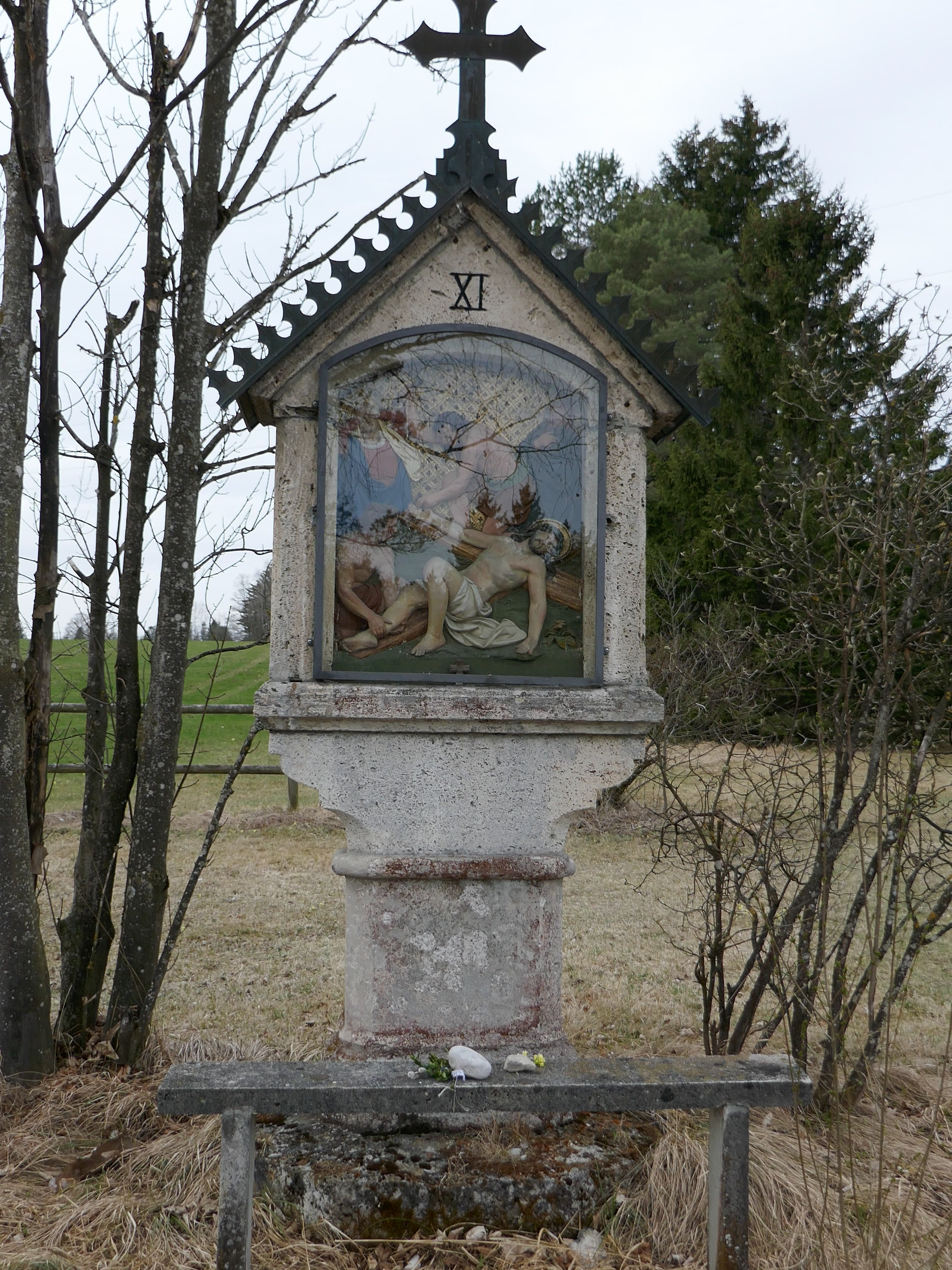
Statie XI
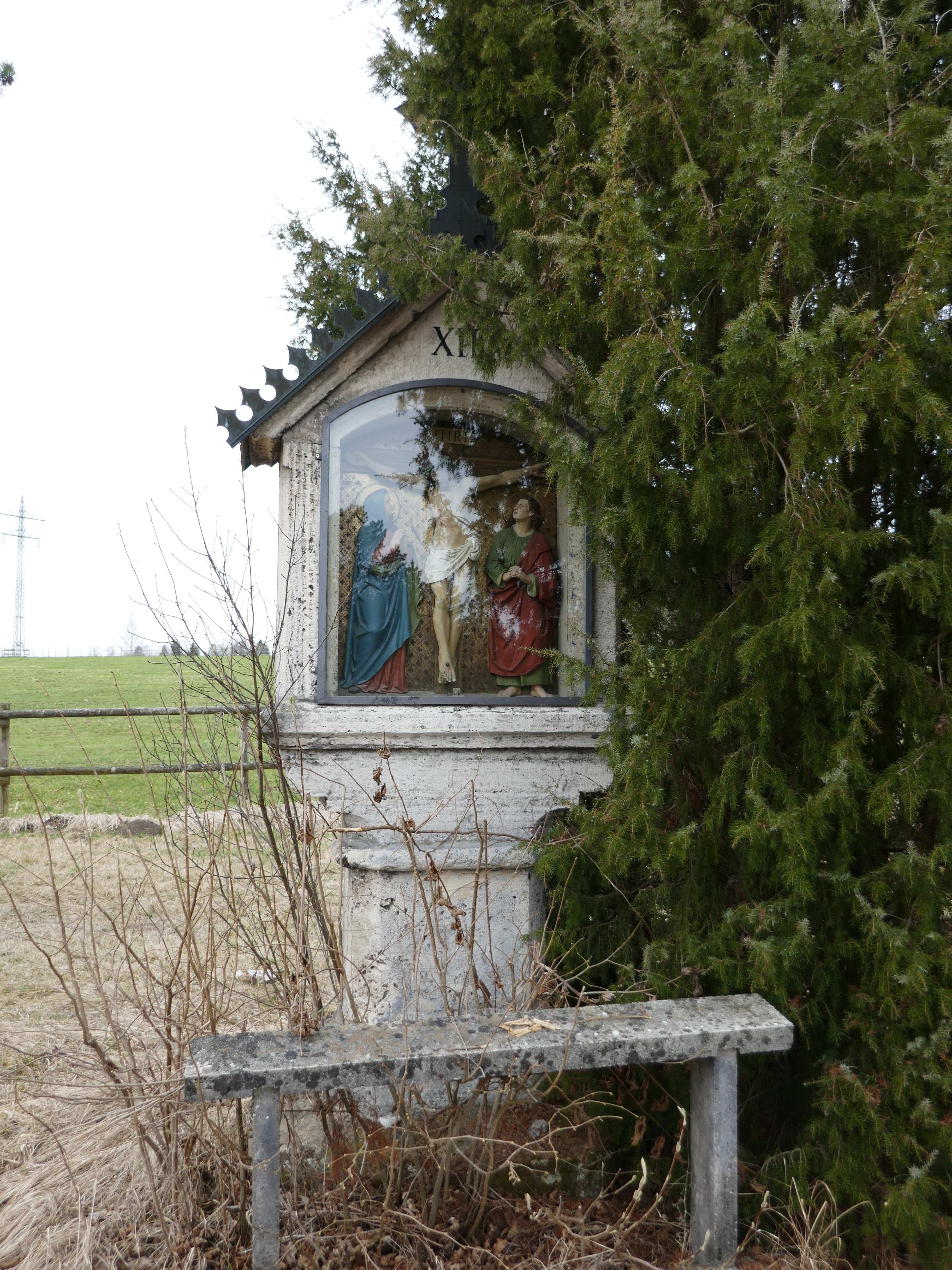
Statie XII
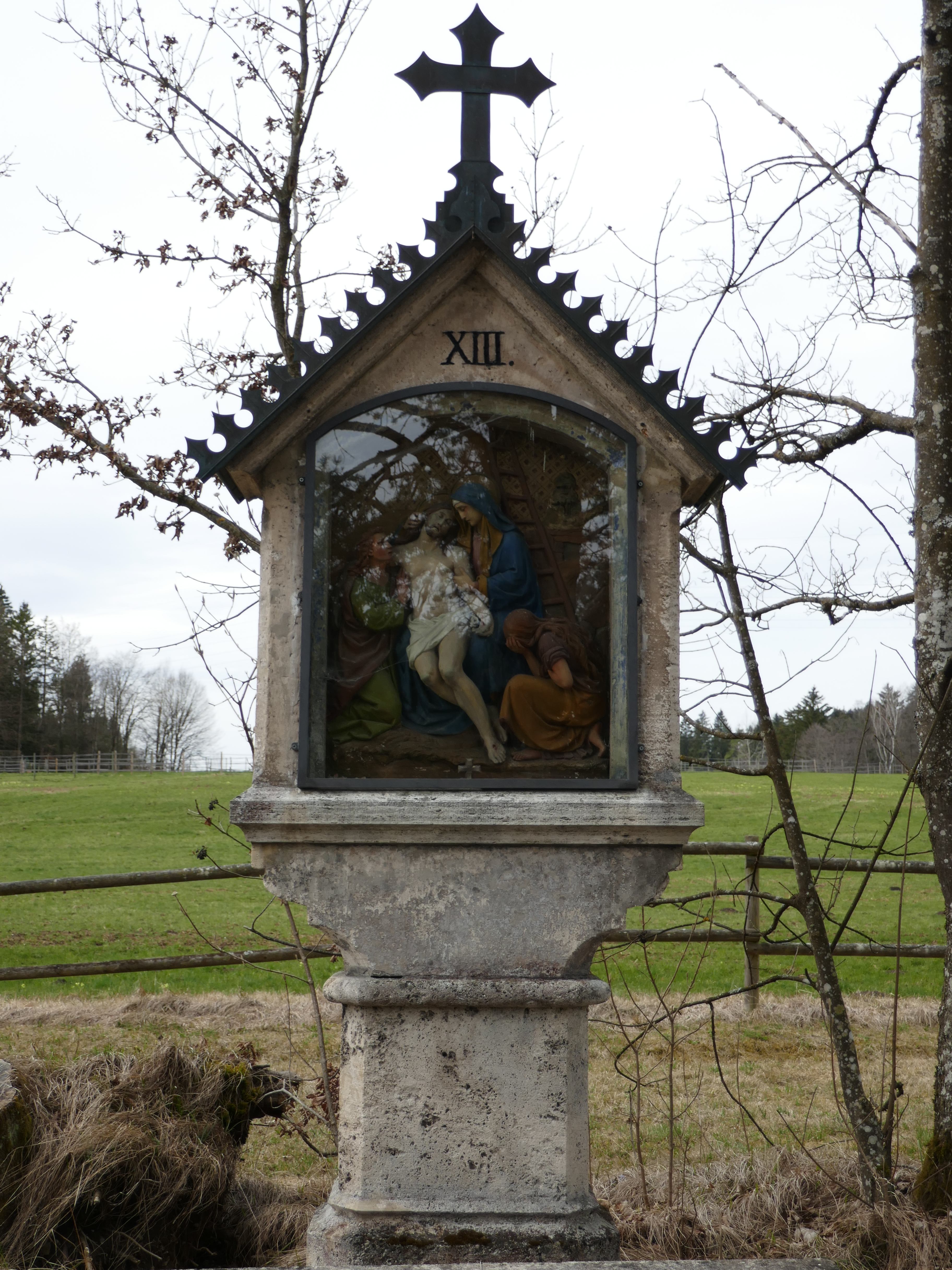
Statie XIII
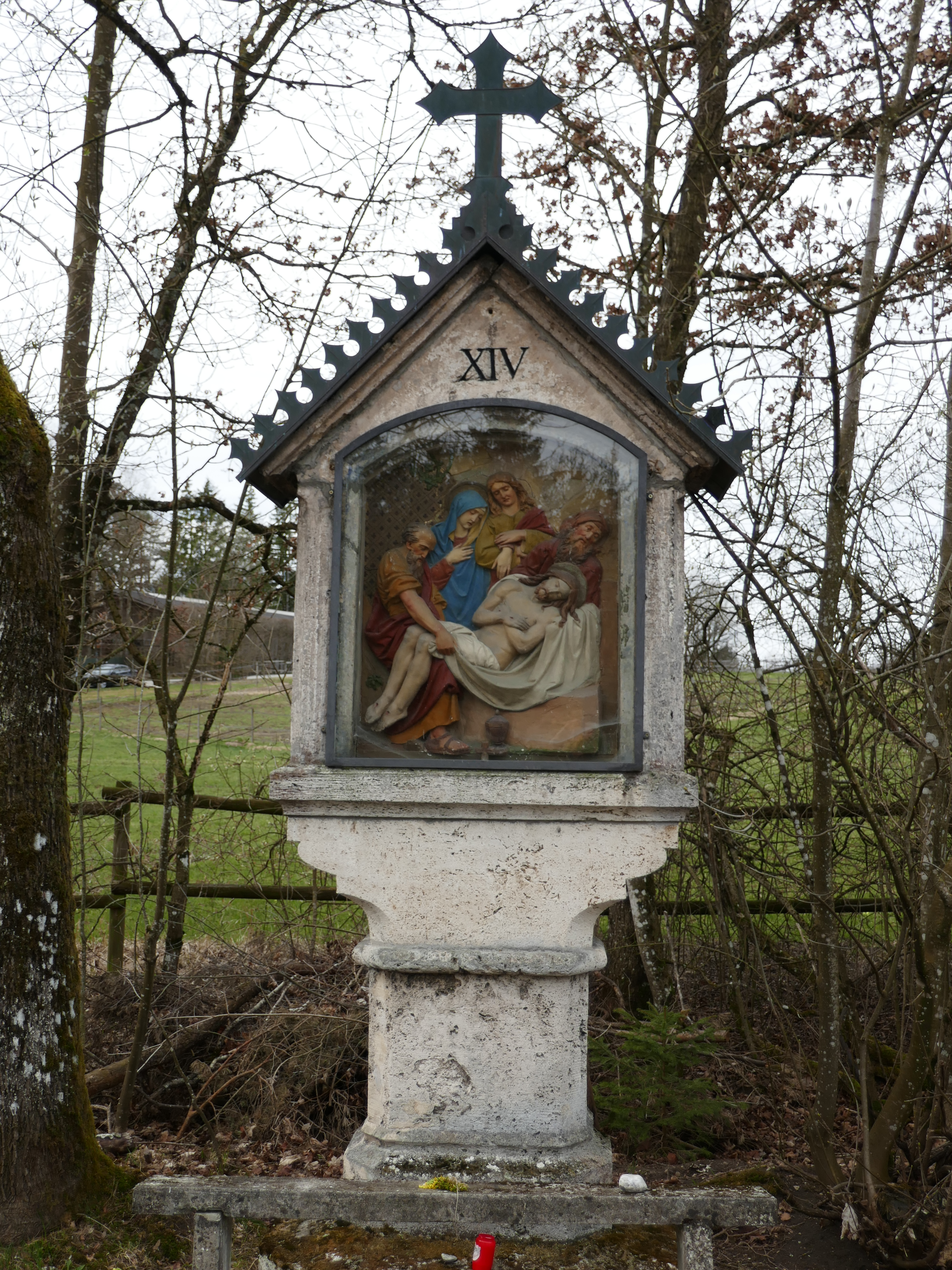
Statie XIV